# Ordre d’Ismaïl

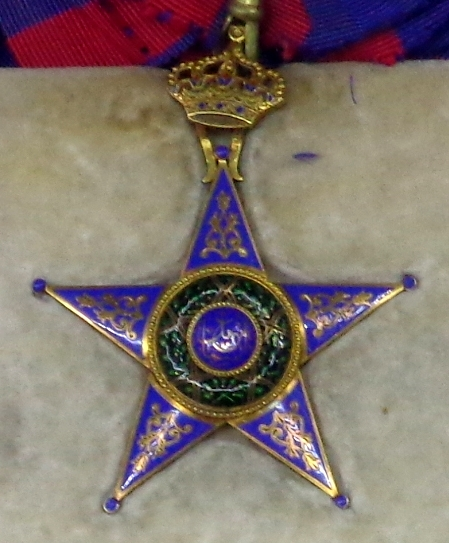
Großkreuz des Ismaïl-Ordens (Nishan al-Ismail) (1923–1946) im usée des ordres de chevalerie de Tallinn, Estonie.

Der Ordre d’Ismaïl (arabisch نيشان إسماعيل, Nishan al-Ismail, dt.: Ismaïl-Orden) war ein Ritterorden im Königreich Ägypten.

## Geschichte
Der Orden wurde am 14. April 1915 durch Sultan Hussein Kamal um Personen auszuzeichnen, die sich um den Staat verdient gemacht hatten. Die Auszeichnung wurde nach Ismail Pascha benannt und konnte sowohl an Inländer als auch an Ausländer verliehen werden.
Der Orden wurde 1953 mit der Gründung der Republik Ägypten (Republic of Egypt, جمهورية مصر‎, Jumhuriat Misr, 1953–1958) abgeschafft.

## Klassen
Es gab vier Klassen im Orden:
1. Grand Cordon of the Order of Ismail (Großes Band, max. 30 Träger)
2. Grand Officer of the Order of Ismail (Großoffizier, max. 75 Träger)
3. Commander of the Order of Ismail (Kommandant, max. 150 Träger)
4. Officer of the Order of Ismail (Offizier, max. 300 Träger) / Chevalier (knight) of the Order of Ismail

## Beschreibung

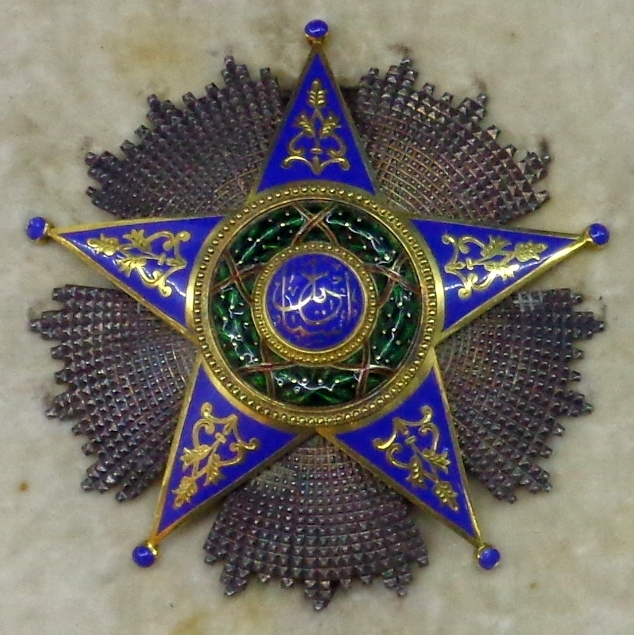
Stern des Ordens.

Das Abzeichen des Ordens ist ein goldener fünfzackiger Stern mit blauer Emaille und Kugeln an den Zacken. Auf der Emaille befindet sich ein goldenes Blumenornament. In der Mitte des Sterns befindet sich ein rundes Goldmedaillon mit Rand. Das Medaillon hat eine goldene arabische Schrift auf blauem Hintergrund. Die Bordüre enthält einen Lorbeerkranz aus grüner Emaille, der an fünf Stellen mit einem Band aus roter Emaille verflochten ist. Die Befestigung des Abzeichens am Ordensband erfolgt über ein Übergangsglied in Form einer goldenen Königskrone.
Der Stern des Ordens ähnelt dem gewöhnlichen Orden, ist jedoch größer und weist leuchtende Streifen zwischen den Strahlen des Sterns auf.
Das Ordensband besteht aus dunkelblauer Moiré-Seide mit breiten roten Streifen an den Rändern.

## Ordensträger
- Quintin Brand
- Dwight D. Eisenhower (1890–1969), US-amerikanischer General of the Army
- Alexander Granville
- Michael Hansson
- Muhammad Hasan
- Kigeli V. von Ruanda (1936–2016), der letzte König des Königreichs Ruanda
- Hussein Refki Pasha
- Oswald Longstaff Prowde
- Owana Salazar
- Ahmed Ali Pasha